# Hadronyche formidabilis
Espèce
Synonymes
- Atrax formidabilis Rainbow, 1914

Hadronyche formidabilis est une espèce d'araignées mygalomorphes de la famille des Atracidae. Son venin est le plus puissant de la classe des arachnides. Potentiellement mortel pour l'homme, le risque de morsure est réduit du fait que son habitat reste à distance des zones de haute densité démographique.

## Distribution
Cette espèce est endémique d'Australie. Elle se rencontre dans le Nord-Est de la Nouvelle-Galles du Sud au Nord du fleuve Hunter et dans le Sud-Est du Queensland.

## Description

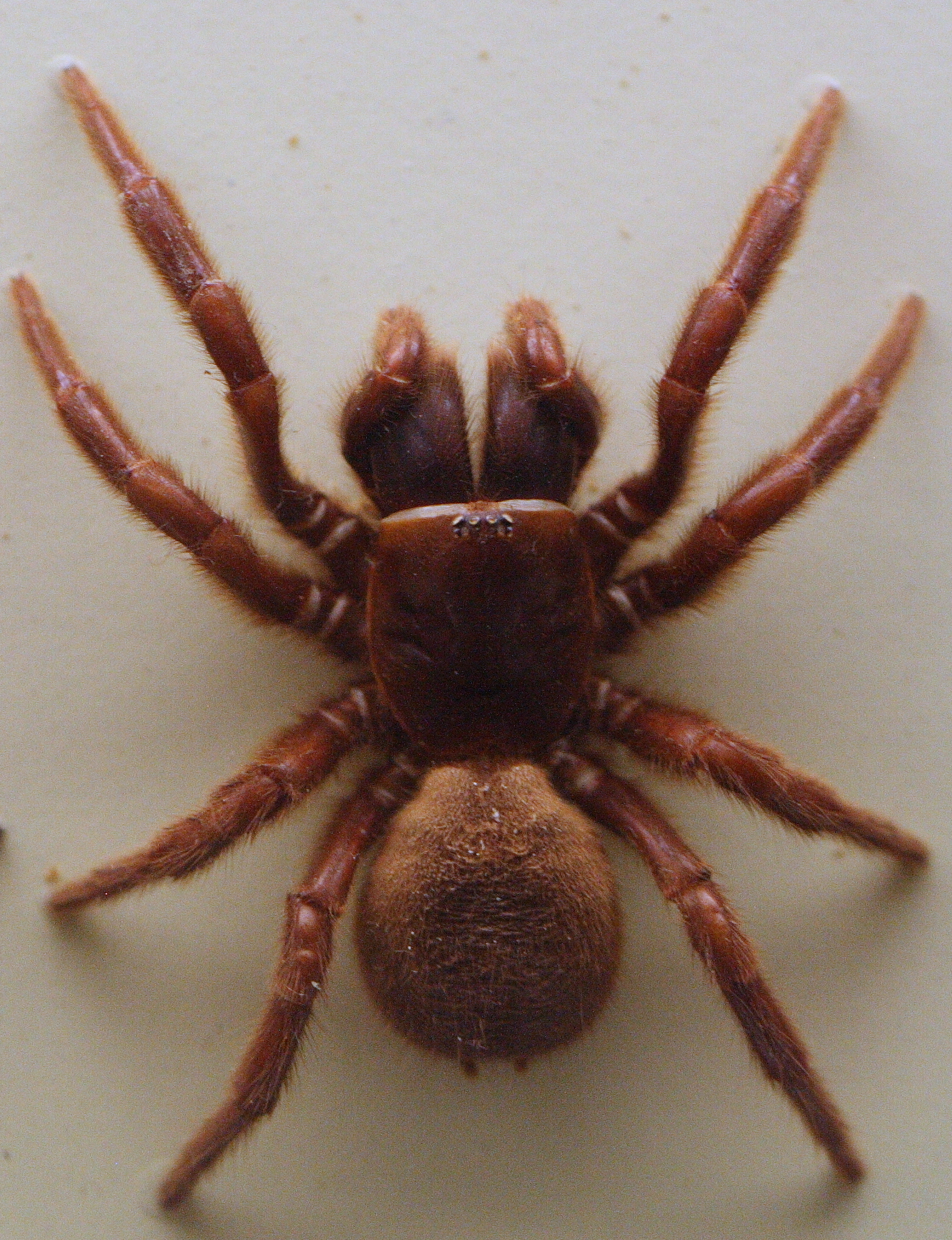
Hadronyche formidabilis ♀

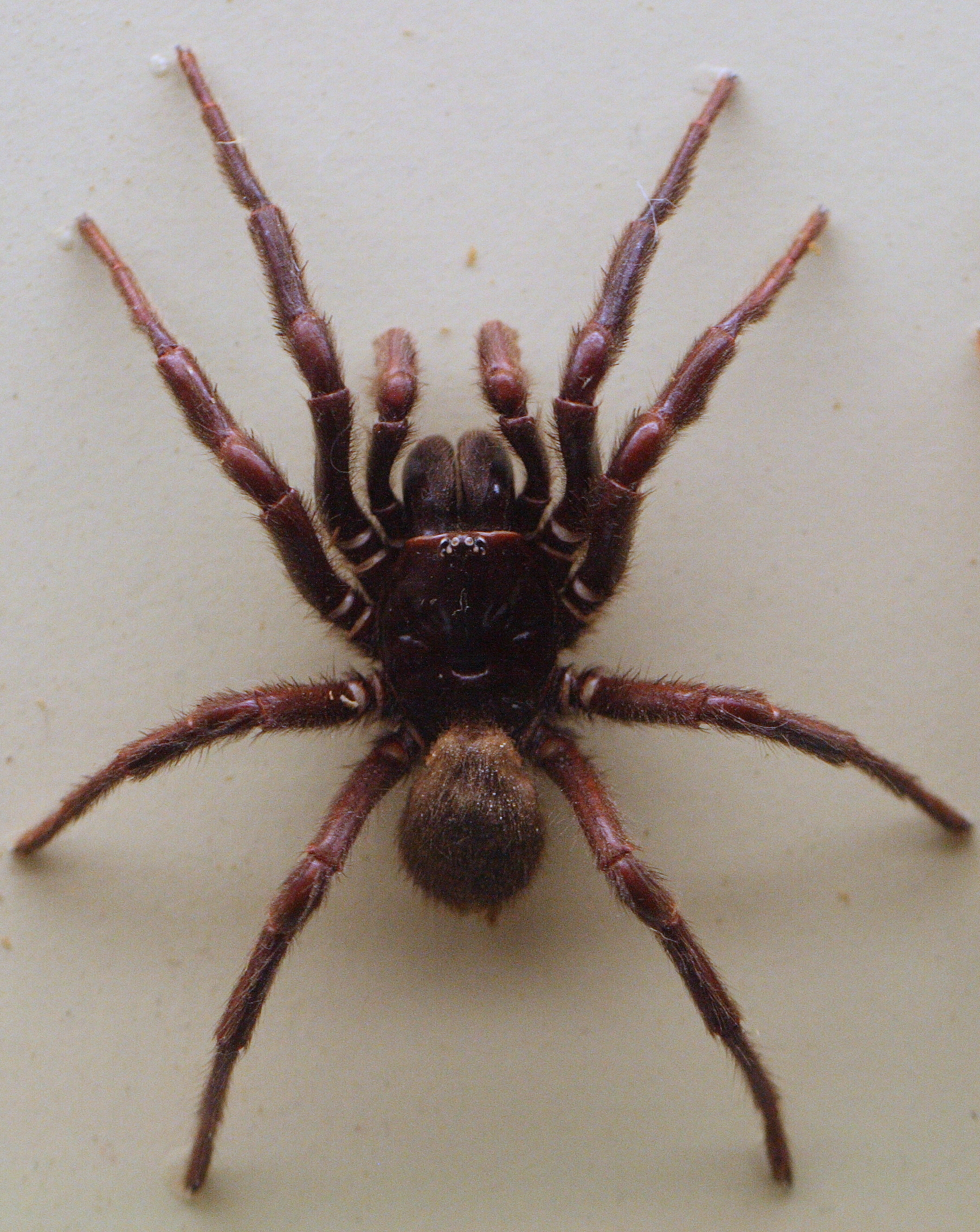
Hadronyche formidabilis ♂

La carapace du mâle décrit par Gray en 2010 mesure 11,39 mm de long sur 10,27 mm et l'abdomen 10,20 mm de long sur 7,48 mm et la carapace de la femelle mesure 14,84 mm de long sur 12,22 mm et l'abdomen 14,28 mm de long sur 10,54 mm.

## Publication originale
- Rainbow, 1914 : Studies in the Australian Araneidae. No. 6. The Terretelariae. Records of the Australian Museum, vol. 10, p. 187-270 (texte intégral).